# Henry Ljungmann
Henry Ljungmann (3 dicembre 1897 – ...) è stato un saltatore con gli sci norvegese.

## Palmarès

### Mondiali
- Argento a Johannisbad 1925 nel salto con gli sci.